# Der Spieler (1938)
Der Spieler, auch bekannt unter Roman eines Spielers, ist eine deutsche Literaturverfilmung, basierend auf der gleichnamigen Novelle von Fjodor Dostojewski, deren Uraufführung in Deutschland am 1. September 1938 stattfand. Lída Baarová und Albrecht Schoenhals spielen die Hauptrollen in diesem Drama.

## Handlung
Die junge Russin Nina hält sich mit ihrem Vater, dem pensionierten General Kirileff, im deutschen Kurort Hohenburg auf. Ihr Vater hat sein Vermögen am Roulettetisch verspielt und leiht sich nun zu Wucherzinsen weiteres Geld beim vermeintlichen Baron Vincent. Der will Kirileff dazu bringen, in seine Heirat mit Nina einzuwilligen, der beim Tod ihrer Großmutter ein hohes Erbe zustehen wird. Nina kann Baron Vincent nicht ausstehen, hat sie doch seine Machenschaften durchschaut. Im Schlepptau Vincents befindet sich Blanche du Placet, angeblich eine Komtesse. Ihre Intentionen sind denen des Barons ähnlich: Sie umgarnt Kirileff, der ihr bereits einen Heiratsantrag gemacht hat. Blanche glaubt, dass er Großgrundbesitzer in Russland ist.
In Hohenburg halten sich auch Alexej, ein ehemaliger Student und nun Sekretär Kirileffs, sowie der deutsche Arzt Dr. Tronka auf. Alexej ist in Nina verliebt, die seine Gefühle jedoch je nach Laune ausnutzt. Dr. Tronka, dem die junge Frau ebenfalls nicht gleichgültig ist, wird von ihr mit einer kaum spürbaren Herablassung behandelt.
Als Vincent auf eine Einlösung der Wechsel drängt, behauptet Kirileff in seiner Not, dass er sicher wisse, dass Ninas Großmutter im Sterben liege. Nina ist konsterniert über das Verhalten des Vaters und will die Familienehre retten. Sie verkauft ihren Schmuck und versucht das fehlende Geld am Spieltisch zu gewinnen. Am Ende verspielt sie alles und der Ruin ihres Vaters scheint besiegelt. Ein Telegramm aus der Heimat scheint die Lösung aller Probleme zu sein, glaubt Kirileff doch, dass Ninas Großmutter verstorben sei. Diese jedoch erscheint kurze Zeit später in Hohenburg und entdeckt das Roulettespiel für sich. Sie verliert beim Spiel einen hohen Geldbetrag, weiß jedoch, wann man aufhören muss, und reist bald darauf zurück nach Russland. Nina entscheidet sich dagegen, sie zu begleiten, und bleibt bei ihrem Vater. Auch andere Hilfsangebote lehnt die junge Frau ab, so will sie nicht, dass Dr. Tronka die Schulden ihres Vaters begleicht. Sie befürchtet, sich ihm damit zu verkaufen. Alexej wiederum kann ihr nicht mehr helfen, da er selbst zum Spieler geworden ist. Durch die ganze Aufregung erkrankt Nina und vertraut sich während eines Krankenbesuchs Dr. Tronka an. Der fordert Vincent kurz darauf zum Duell und der falsche Baron flieht. Die Wechsel Kirileffs gibt er Blanche, die eine Beziehung mit Alexej beginnt und ihm die Wechsel verkauft. Dr. Tronka pflegt Nina gesund. Plötzlich erscheint Alexej und versichert der jungen Frau, dass er sie immer geliebt habe und nicht ohne sie leben könne. Er will mit Nina nach Russland zurückzukehren und erzählt ihr, dass er die Wechsel ihres Vaters bereits vernichtet habe. Diese wurden jedoch erst vor kurzer Zeit von Dr. Tronka aufgekauft. Als Alexej dies erfährt erkennt er, dass Blanche ihm die Wechsel gestohlen und erneut verkauft haben muss. Sein Liebesbeweis an Nina, ihren Vater durch den Kauf der Wechsel zu retten, ist damit nichtig. Diese Erkenntnis bringt Alexej so in Wut, dass er Blanche etwas antun will. Nina bittet Dr. Tronka, Alexej aufzuhalten und tatsächlich kann der Arzt Schlimmeres verhindern. Er nimmt Alexej das Versprechen ab, nicht mehr zu spielen, und gibt ihm Reisegeld für seine Rückkehr nach Russland. Während Dr. Tronka Nina aufsucht und ihr darlegt, dass sie jeder Verpflichtung Alexej gegenüber entbunden ist und nun ihre Gefühle über ihre Zukunft entscheiden lassen soll, kann Alexej seiner Sucht nicht widerstehen: Im Casino setzt er das gesamte Reisegeld, das er von Dr. Tronka erhalten hat, am Roulettetisch aufs Spiel.

## Produktionsnotizen und Hintergrund
Die Dreharbeiten begannen Mitte Februar 1938. Seine Uraufführung erlebte der Film am 1. September 1938 in Stuttgart. In Berlin wurde Der Spieler am 27. Oktober 1938 erstmals aufgeführt. Der  Wiederaufführungstitel 1950 war Roman eines Schwindlers.
Es handelt sich um einen Euphono-Kreutzberg Film der Tobis Filmkunst. Die Bauten stammten von Robert Herlth und Heinrich Weidemann, der Ton von Erich Lange, die Kostüme entwarf Arno Richter, ausgeführt von Willi Ernst. Die Herstellungskosten beliefen sich auf etwa 995.000 RM.
Parallel zu diesem Film drehte Lamprecht unter dem Titel Le joueur auch eine französischsprachige Fassung, die am 7. September 1938 in Frankreich anlief. Ihm zur Seite gestellt wurde Louis Daquin als Dialogregisseur. In den Hauptrollen waren Pierre Blanchar, Viviane Romance und Roger Karl zu sehen.
Lída Baarová wurde im Herbst 1938 auf Betreiben Hitlers aus Deutschland ausgewiesen. Dem vorangegangen war eine Affäre des Propagandaministers Joseph Goebbels mit der tschechischen Schauspielerin. Goebbels erwog zu diesem Zeitpunkt, sich von seiner Frau scheiden zu lassen. Magda Goebbels, bislang vierfache Mutter, die wiederum mutmaßlich selbst eine Affäre – ausgerechnet mit Goebbels-Intimus Staatssekretär Karl Hanke vom Propagandaministerium – hatte, wurde nunmehr aktiv und wandte sich an ihren größten Bewunderer, Adolf Hitler, um sich bei ihm bitterlich über ihren untreuen Gatten zu beschweren. Goebbels andererseits ersuchte bei Hitler um die Zustimmung zur Scheidung von seiner Ehefrau. Hitler zitierte daraufhin seinen treuesten Paladin zu sich auf den Obersalzberg und wies dessen Ansinnen wütend zurück. Goebbels gab daraufhin klein bei, ließ seine Geliebte fallen, und Lida Baarová wurde somit nahezu über Nacht zur Persona non grata. Während am 24. Oktober 1938 auf Hitlers Anweisung Versöhnungsfotos der Goebbels-Familie in den Zeitungen veröffentlicht wurden, ordnete der ‘Führer’ noch im selben Jahre die Ausweisung der tschechischen Künstlerin aus Deutschland an, die daraufhin in ihre alte Heimat zurückkehrte. Für Goebbels war die Baarová „eine vollendet schöne Frau“.
Die im Herbst 1938 hochkochende Baarová-Goebbels-Affäre führte dazu, dass Der Spieler nur drei Tage nach der Berliner Premiere auf Befehl „von oben“ wieder aus den Kinos genommen wurde. Der letzte Baarová-Film im Reich, Preußische Liebesgeschichte, war im Dezember 1938 der Zensur vorgelegt worden und durfte schon nicht mehr gezeigt werden. Zu diesem Zeitpunkt war Lida Baarová bereits außer Landes.
Fjodor Dostojewski (1821–1881) verarbeitete in seinem Roman Der Spieler, den er in nur 26 Tagen verfasste und der 1866 erschien, das Erleben seiner eigenen Spielsucht. Im Roman geht es um die Stieftochter des Generals, die dort Polina heißt. Der arrogante Franzose ist Polinas Kavalier und heißt de Grieux. Aleksej Iwanowitsch ist der Hauslehrer des Generals, unsterblich in Polina verliebt und von ihr anfangs mit Verachtung gestraft. Polina flüchtet sich zu einem Mr. Astley, einem kühlen, zurückhaltenden Engländer. Auch der Roman endet damit, dass Aleksej vollkommen der Spielsucht verfällt.
Es gibt diverse Verfilmungen dieses Stoffes, siehe Der Spieler – Verfilmungen.

## Kritik
„Die Tragödie einer Generalsfamilie aus dem zaristischen Rußland, die durch das Roulettespiel zugrunde gerichtet wird. Trotz enger Anlehnung an Dostojewskis Erzählung und der um künstlerische Sorgfalt bemühten Regie ein allzu biederes Drama ohne Atmosphäre und ohne psychologische Tiefe. 1938 unter dem Titel Der Spieler uraufgeführt, wurde der Film nach wenigen Wochen verboten.“